# Вест Франкфорт (Илиноис)
Вест Франкфорт (енгл. West Frankfort) град је у америчкој савезној држави Илиноис. По попису становништва из 2010. у њему је живело 8.182 становника.

## Демографија
Према попису становништва из 2010. у граду је живело 8.182 становника, што је 14 (0,2%) становника мање него 2000. године.
| Група             | 2000.         | 2010.         |
| Белци             | 8.033 (98,0%) | 7.853 (96,0%) |
| Афроамериканци    | 11 (0,1%)     | 33 (0,4%)     |
| Азијати           | 25 (0,3%)     | 53 (0,6%)     |
| Хиспаноамериканци | 63 (0,8%)     | 137 (1,7%)    |
| Укупно            | 8.196         | 8.182         |